# Karl Klee (Historiker)
Karl Klee (* 13. Dezember 1921 in Frankfurt am Main; † 23. Januar 1973 in Bonn) war ein deutscher Offizier und Historiker.

## Leben
Karl Klee trat nach seinem Abitur im November 1939 als Offizieranwärter in die Luftwaffe ein. Er schloss dort seine Ausbildung ab und wurde 1941 zum Leutnant befördert. Anschließend kam er zur Nachrichtentruppe der Luftwaffe und war hier als Zugführer, Abteilungs- und Regiments-Adjutant eingesetzt. Als Oberleutnant wurde er Kompaniechef. Es folgte sein Einsatz beim Höheren Nachrichtenführer im Stab des Luftflottenkommandos 1 und als Referent beim Generalnachrichtenführer der Organisationsabteilung im OKL. Von Mai 1945 bis Januar 1950 war er sowjetischer Kriegsgefangener.
Zurück in Deutschland begann Klee im Herbst 1950 an der Universität Hamburg ein Studium der Geschichte. Ab 1952 war er regelmäßiger Mitarbeiter der Wehrwissenschaftlichen Rundschau, in welcher er auch veröffentlichte. Nachdem Klee 1955 bereits eine USAF's Historical Studies zum Thema verfasst hatte, promovierte er später an der Universität Hamburg bei Professor Egmont Zechlin mit dem Thema Das Unternehmen „Seelöwe“. Die geplante deutsche Landung in England 1940.
Am 1. Januar 1956 trat er als Hauptmann in die Bundeswehr ein und war anfangs Hilfsreferent für Fernmeldewesen im Führungsstab der Luftwaffe im Bundesverteidigungsministerium in Bonn. 1958/59 absolvierte er die Generalstabsausbildung an der Führungsakademie der Bundeswehr in Hamburg. Anschließend folgten weitere Kommandierungen.  Ab 1962 war er, nachdem er als Abteilungskommandeur in einem Fernmelderegiment der Luftwaffe gedient hatte, für zwei Jahre als Lehrstabsoffizier für Fernmeldewesen an der Führungsakademie der Bundeswehr. Bis 1968 war er Adjutant des Inspekteurs der Luftwaffe und wurde in dieser Position zum Oberst i. G. befördert. 1968/69 diente er als A3-Offizier bei der Luftwaffengruppe Süd. Ende 1969 kam er als Referent für Militärstrategie in den Führungsstab der Streitkräfte zurück in das Bundesverteidigungsministerium. Am 1. Oktober 1972 wurde er Abteilungsleiter IV (Organisation) im Bundeswehramt.

## Schriften (Auswahl)
- Vorgeschichte des Rußlandfeldzuges. In: Wehrwissenschaftlicher Rundschau, Band 2, 1952, S. 577–587.
- Die Luftnachrichtentruppe im Feldzug gegen Polen 1939. In: Wehrwissenschaftlicher Rundschau, Band 2, 1954, S. 71–90.
- Die Luftschlacht um England 1940. In: Hans-Adolf Jacobsen, Jürgen Rohwer (Hrsg. im Auftrag des Arbeitskreises für Wehrforschung): Entscheidungsschlachten des zweiten Weltkrieges. Frankfurt am Main 1960.